# Abbiategrasso
Abbiategrasso eller Abbiagrasso är en ort och kommun i storstadsregionen Milano, innan 31 december 2014 i provinsen Milano, i regionen Lombardiet i Italien. Kommunen hade 32 610 invånare (2018).
Riddaren Pierre Terrail de Bayard dog i staden år 1524. Osten Mascarpone kommer från trakten.